# Tetramorium basum
Tetramorium basum är en myrart som beskrevs av Bolton 1977. Tetramorium basum ingår i släktet Tetramorium och familjen myror. Inga underarter finns listade i Catalogue of Life.